# Tettigoniomyia kugleri
Tettigoniomyia kugleri is een vliegensoort uit de familie van de bloemvliegen (Anthomyiidae). De wetenschappelijke naam van de soort is voor het eerst geldig gepubliceerd in 1968 door Hennig.